# SN 2011kc
SN 2011kc – supernowa typu Ia, odkryta 28 grudnia 2011 roku w galaktyce A103551+4109. W momencie odkrycia, miała maksymalną jasność 17,6m.